# Testergus
Testergus là một chi bọ cánh cứng trong họ Chrysomelidae.
Chi này được miêu tả khoa học năm 1893 bởi Weise.

## Các loài
Các loài trong chi này gồm:
- Testergus borisi (Konstantinov, 2005)
- Testergus danilevskyi (Konstantinov, 2005)
- Testergus gerhardi (Lopatin, 1979)
- Testergus igori (Konstantinov, 2005)
- Testergus nadiae (Konstantinov, 2005)
- Testergus philippi (Konstantinov, 1992)
- Testergus radiatus (Konstantinov, 1992)